# Olympische Sommerspiele 1936/Segeln – Star
Die Segelregatta mit der Starboot bei den Olympischen Sommerspielen 1936 fand vom 4. bis 10. August 1936 statt. Austragungsort war der Olympiahafen Düsternbrook in der Kieler Förde.
Die Regatta war eine Offene Klasse, somit durften sowohl Männer als auch Frauen teilnehmen. Es traten jedoch ausschließlich Männer an.

## Äußere Bedingungen
Alle Rennen wurden auf 10:30 Uhr angesetzt.
| Datum      | Rennen | Wetter                           | Windrichtung  | Windge-schwindigkeit | Startzeit | Anmerkung                        |
| ---------- | ------ | -------------------------------- | ------------- | -------------------- | --------- | -------------------------------- |
| 04.08.1936 | I      | Bewölkt, gelegentlich Regen      | Süd-West      | 12 m/s               | 12:05     | Verschoben wegen starkem Seegang |
| 05.08.1936 | II     | Sonnig, später bewölkt und Regen | West-Süd-West | 3–4 m/s              | 10:30     |                                  |
| 06.08.1936 | III    | Sonnig                           | West-Süd-West | 5–6 m/s              | 10:30     | Verschoben wegen Windstille      |
| 07.08.1936 | IV     | Leicht bewölkt                   | Nord-Ost      | 2 m/s                | 10:40     | Verschoben wegen Windstille      |
| 08.08.1936 | V      | Nebel, später leicht bewölkt     | Nord-Ost      | 2–3 m/s              | 11:45     | Verschoben wegen Nebel           |
| 09.08.1936 | VI     | Windstill                        | Ost-Nord-Ost  | 2–3 m/s              | 11:50     | Verschoben wegen Windstille      |
| 10.08.1936 | VII    | Gut                              | Süd-Ost       | 2–3 m/s              | 10:30     |                                  |

### Tagesplatzierungen

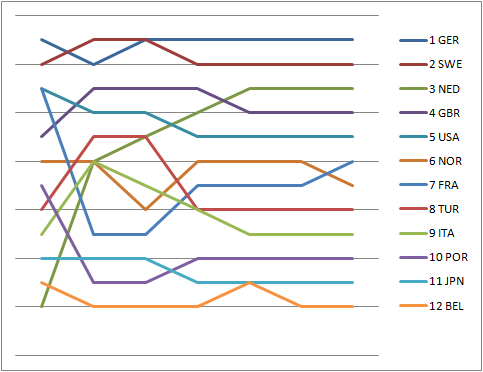

## Ergebnisse
| Rang   | Land | Crew                                                     | Yachtname      | Rennen I | Rennen I | Rennen II | Rennen II | Rennen III | Rennen III | Rennen IV | Rennen IV | Rennen V | Rennen V | Rennen VI | Rennen VI | Rennen VII | Rennen VII | Gesamt |
| Rang   | Land | Crew                                                     | Yachtname      | Pkt.     | Rang     | Pkt.      | Rang      | Pkt.       | Rang       | Pkt.      | Rang      | Pkt.     | Rang     | Pkt.      | Rang      | Pkt.       | Rang       | Punkte |
| ------ | ---- | -------------------------------------------------------- | -------------- | -------- | -------- | --------- | --------- | ---------- | ---------- | --------- | --------- | -------- | -------- | --------- | --------- | ---------- | ---------- | ------ |
| Gold   | GER  | Peter Bischoff · Hans-Joachim Weise                      | Wannsee        | 1        | 12       | 4         | 9         | 1          | 12         | 1         | 12        | 2        | 11       | 1         | 12        | 1          | 12         | 80     |
| Silber | SWE  | Arvid Laurin · Uno Wallentin                             | Sunshine       | 2        | 11       | 1         | 12        | 3          | 10         | 2         | 11        | 12       | 1        | 3         | 10        | 4          | 9          | 64     |
| Bronze | HOL  | Bob Maas · Willem de Vries Lentsch                       | BEM II         | DNF      | 0        | 2         | 11        | 4          | 9          | 3         | 10        | 1        | 12       | 2         | 11        | 3          | 10         | 63     |
| 4      | GBR  | Keith Grogono · William Welply                           | Paka           | 4        | 9        | 3         | 10        | 2          | 11         | 7         | 6         | 8        | 5        | 5         | 8         | 6          | 7          | 56     |
| 5      | USA  | William Glenn Waterhouse · Woodbridge Metcalf            | Three Star Too | 3        | 10       | 5         | 8         | 8          | 5          | 9         | 4         | 3        | 10       | 4         | 9         | 8          | 5          | 51     |
| 6      | NOR  | Øivind Christensen · Sigurd Fredrik Herbern              | KNS            | 5        | 8        | 10        | 3         | 7          | 6          | 6         | 7         | 4        | 9        | 6         | 7         | 9          | 4          | 44     |
| 7      | FRA  | Jean-Jacques Herbulot · Pierre de Montaut                | Fada           | 3        | 10       | DSQ       | 0         | 9          | 4          | 4         | 9         | 5        | 8        | 7         | 6         | 2          | 11         | 48     |
| 8      | TUR  | Harun Ülmann · Behzat Baydar                             | Marmara        | 7        | 6        | 6         | 7         | 6          | 7          | 12        | 1         | 6        | 7        | 11        | 2         | 5          | 8          | 38     |
| 9      | ITA  | Riccardo de Sangro Fondi · Federico de Luca              | Pegaso         | 8        | 5        | 7         | 6         | 5          | 8          | 11        | 2         | 9        | 4        | 10        | 3         | 7          | 6          | 34     |
| 10     | POR  | Joaquim Mascarenhas de Fiuza · Antonio Guedes de Heredia | Vicking        | 6        | 7        | DSQ       | 0         | DNF        | 0          | 5         | 8         | 7        | 6        | 8         | 5         | 11         | 2          | 28     |
| 11     | JPN  | Minoru Takarabe · Takuo Mitsui                           | Myojo          | 9        | 4        | 8         | 5         | DNF        | 0          | 10        | 3         | 11       | 2        | 9         | 4         | 12         | 1          | 19     |
| 12     | BEL  | Victor Godts · Albert Vos                                | Freddy         | 11       | 2        | 9         | 4         | DNF        | 0          | 8         | 5         | 10       | 3        | 12        | 1         | 10         | 3          | 18     |